# The Fable of the Two Philanthropic Sons
The Fable of the Two Philanthropic Sons è un cortometraggio muto del 1916, diretto da Richard Foster Baker.
Il soggetto è tratto da una storia dello scrittore George Ade.

## Produzione
Il film fu prodotto dalla Essanay Film Manufacturing Company.

## Distribuzione
Distribuito dalla General Film Company, il film - un cortometraggio di una bobina - uscì nelle sale cinematografiche USA il 12 gennaio 1916.